# Sławomir Szwedowski

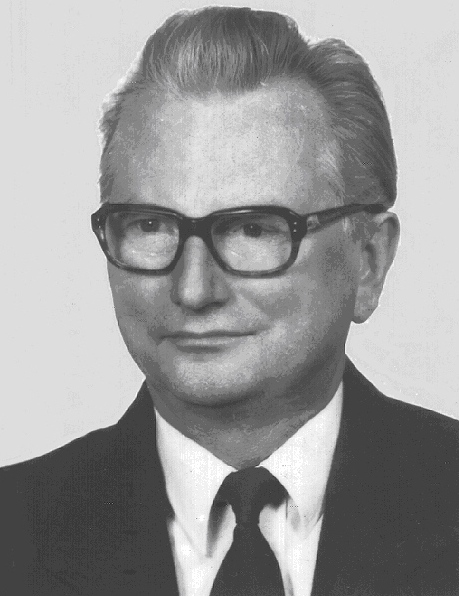
Sławomir Szwedowski (1928–2000)

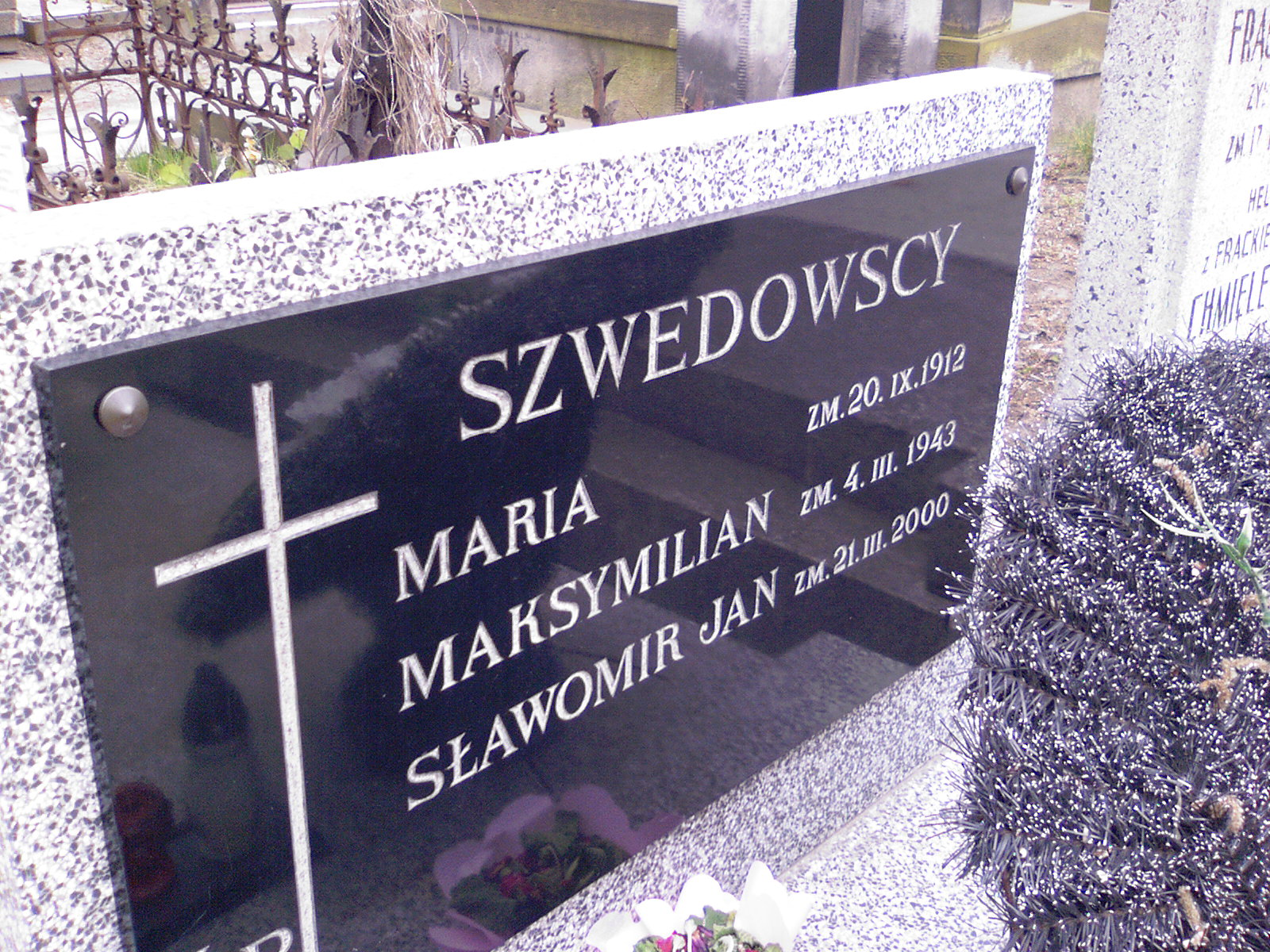
Grab auf dem alten Powązki-Friedhof in Warschau

Sławomir Szwedowski (* 1928; † 21. März 2000) war ein polnischer Ökonom.
Szwedowski war Professor am Institut für Wirtschaftswissenschaften der Polnischen Akademie der Wissenschaften. 
Bis 1990 war er der Leiter des Instituts. Von 1994 bis  1997 wurde er wissenschaftlicher Direktor der Einrichtung (Leiter war seinerzeit der ehemalige Ministerpräsident Marek Belka). Darüber hinaus war er Mitglied des Wissenschaftsrates des Instituts. 

## Ausgewählte wissenschaftliche Arbeiten
- Methoden zur Messung der Effizienz des wissenschaftlichen und technischen Fortschritts, 1976
- Die Politik und Wirtschaft des wissenschaftlichen und technischen Fortschritts, 1986
- Probleme in den technischen Fortschritt, 1976
- Die Rationalität und Wirksamkeit der Mechanismen der Lenkung der wissenschaftlichen und technischen Fortschritt, 1991

Szwedowski veröffentlichte zahlreiche Beiträge, u. a. in den Fachzeitschriften Gospodarka Polski (Die polnische Wirtschaft) und Studia Ekonomiczne (Ökonomische Studien). 